# Manegold von Hallwyl
Manegold Edler von Hallwyl (auch Manegoldus von Hallwyl; * in Hallwyl; † 16. Februar 1204 in St. Blasien) stammte aus dem Adelsgeschlecht von Hallwyl und war von 1186 bis 1204 Abt im Kloster St. Blasien im Südschwarzwald.